# Ed Kalafat
Edward L. "Ed" Kalafat (Anaconda, Montana, 13 de octubre de 1932-Saint Paul, Minesota, 7 de octubre de 2019) fue un baloncestista estadounidense que disputó 3 temporadas en la NBA. Con 1,98 metros de estatura, jugaba en la posición de alero.

## Trayectoria deportiva

### Universidad
Jugó durante tres temporadas con los Golden Gophers de la Universidad de Minnesota, en las que promedió 14,5 puntos y 8,6 rebotes por partido. Protagonizó uno de los momentos estelares de la Big Ten Conference, cuando en 1951 lideró a su equipo anotando 30 puntos en la primera victoria conseguida por un equipo de dicha conferencia ante una universidad situada número 1 en el ranking, en este caso Kentucky. Fue incluido en dos ocasiones en el segundo mejor quinteto de la Big Ten, en 1952 y 1953.

### Profesional
Fue elegido en la novena posición del Draft de la NBA de 1954 por Minneapolis Lakers, donde jugó durante 3 temporadas, saliendo siempre desde el banquillo. Tras finalizar la temporada 1956-57 fue traspasado a Fort Wayne Pistons a cambio de Walt Devlin, pero no llegó a disputar ningún partido, decidiendo retirarse. En el total de su corta carrera en la NBA promedió 7,1 puntos y 5,7 rebotes por partido.

## Estadísticas de su carrera en la NBA

### Temporada regular
| Temporada | Edad | Equipo             | Liga | P   | TIT | MIN  | TC  | TCA | %TC  | 3P | 3PA | %3P | TL  | TLA | %TL  | R.OF. | R.DEF. | REB | ASIS | ROB | TAP | PER | FP  | PTS |
| 1954-55   | 22   | Minneapolis Lakers | NBA  | 72  |     | 15.3 | 1.6 | 5.2 | .315 |    |     |     | 1.5 | 2.3 | .661 |       |        | 4.4 | 1.0  |     |     |     | 2.8 | 4.8 |
| 1955-56   | 23   | Minneapolis Lakers | NBA  | 72  |     | 22.8 | 2.7 | 7.5 | .359 |    |     |     | 2.6 | 3.5 | .738 |       |        | 6.1 | 1.8  |     |     |     | 3.3 | 8.0 |
| 1956-57   | 24   | Minneapolis Lakers | NBA  | 65  |     | 24.9 | 2.7 | 7.8 | .351 |    |     |     | 3.0 | 4.6 | .661 |       |        | 6.5 | 1.6  |     |     |     | 3.7 | 8.5 |
| Total     |      |                    | NBA  | 209 |     | 20.9 | 2.3 | 6.8 | .345 |    |     |     | 2.4 | 3.4 | .688 |       |        | 5.7 | 1.5  |     |     |     | 3.3 | 7.1 |

### Playoffs
| Temporada | Edad | Equipo             | Liga | P  | MIN | TCA | TC | 3PA | 3P | TLA | TL | R.OF. | REB | ASIS | ROB | TAP | PER | FP | PTS | %TC  | %3P | %FT  | MIN  | PTS  | REB | AST |
| 1954-55   | 22   | Minneapolis Lakers | NBA  | 7  | 76  | 2   | 22 |     |    | 3   | 10 |       | 18  | 0    |     |     |     | 16 | 7   | .091 |     | .300 | 10.9 | 1.0  | 2.6 | 0.0 |
| 1955-56   | 23   | Minneapolis Lakers | NBA  | 3  | 55  | 9   | 21 |     |    | 15  | 19 |       | 21  | 2    |     |     |     | 13 | 33  | .429 |     | .789 | 18.3 | 11.0 | 7.0 | 0.7 |
| 1956-57   | 24   | Minneapolis Lakers | NBA  | 5  | 104 | 21  | 36 |     |    | 21  | 31 |       | 24  | 9    |     |     |     | 20 | 63  | .583 |     | .677 | 20.8 | 12.6 | 4.8 | 1.8 |
| Total     |      |                    | NBA  | 15 | 235 | 32  | 79 |     |    | 39  | 60 |       | 63  | 11   |     |     |     | 49 | 103 | .405 |     | .650 | 15.7 | 6.9  | 4.2 | 0.7 |